# Cargojet
Cargojet é uma companhia aérea canadense com sede em Ontário. Sua base principal é o Aeroporto Internacional John C. Munro Hamilton.

## História
A companhia aérea foi fundada em 21 de fevereiro de 2002 a partir da operação de carga da Canada 3000. A companhia aérea iniciou suas operações como Cargojet em junho de 2002 e em julho do mesmo ano adquiriu a Winnport Logistics. Em maio de 2019, a Cargojet anunciou uma parceria com o rapper canadense Drake.

## Frota

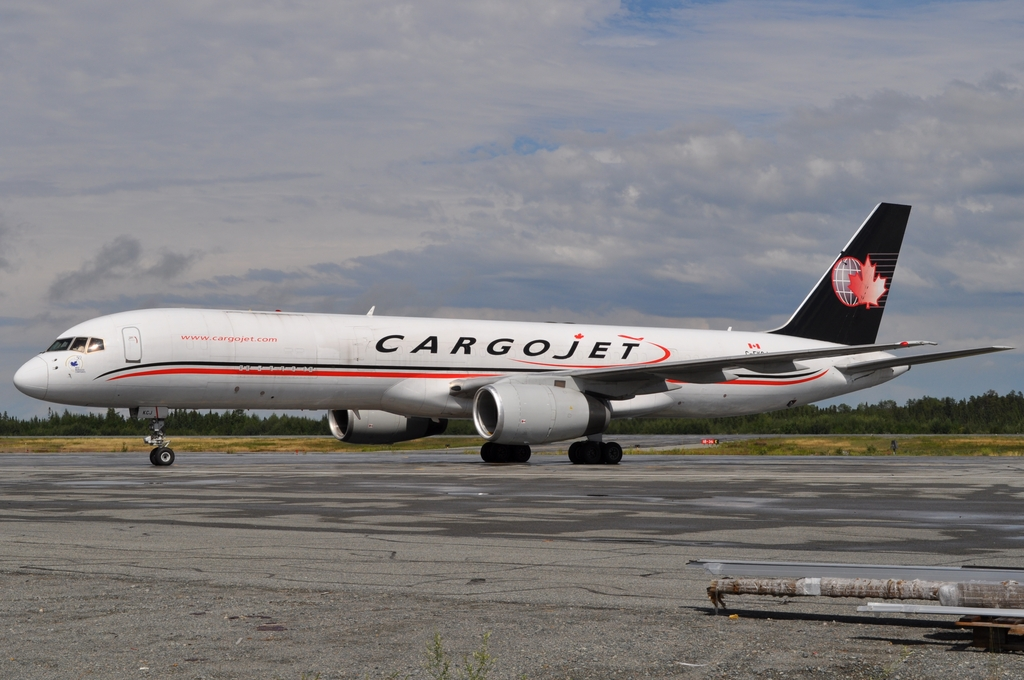
Um Boeing 757-200 da Cargojet

A frota da Cargojet consistia nas seguintes aeronaves (Outubro de 2021):
| Aeronaves             | Em Serviço | Ordens | Notas |
| --------------------- | ---------- | ------ | ----- |
| Boeing 757-200PCF     | 18         | –      |       |
| Boeing 767-200ER/BDSF | 3          | –      |       |
| Boeing 767-300ER/BDSF | 21         | 3      |       |
| Boeing 777-200LR/MF   | –          | 2      |       |
| Boeing 777-200ER/SF   | –          | 2      |       |
| Total                 | 42         | 7      |       |